# Футбольні ворота

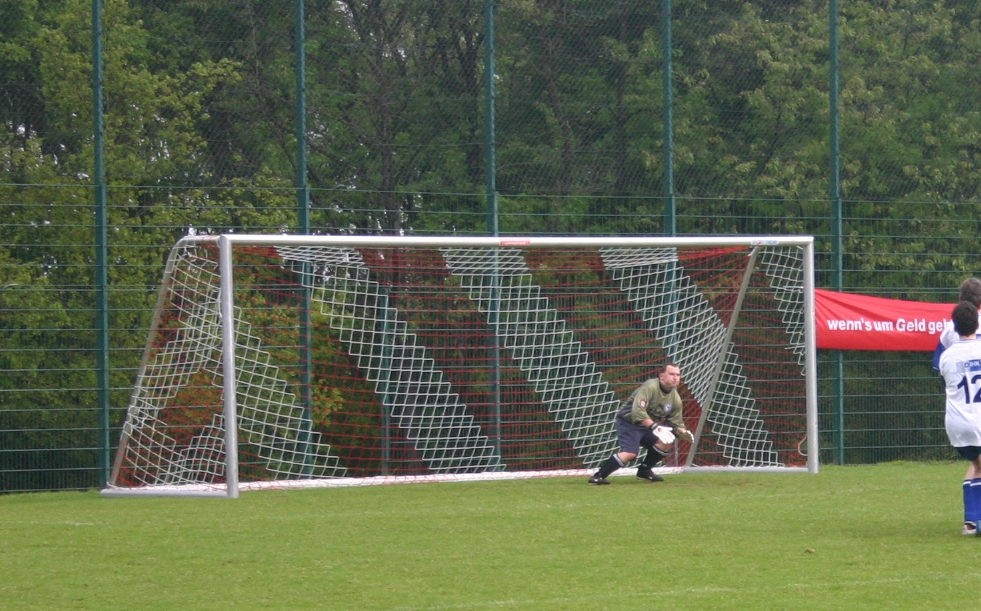
Футбольні ворота

Футбольні ворота — ворота, які використовуються при грі в футбол; складаються з двох вертикальних стійок (штанги), що знаходяться на рівній відстані від кутових флагштоків (тобто ворота повинні розміщуватися по центру лінії воріт), сполучених вгорі горизонтальною поперечиною.
Відстань між стійками — 7,32 м (8 ярдів), а відстань від нижнього контуру верхньої планки до поверхні землі — 2,44 м (8 футів).
Ширина і висота перерізу обох стійок і поперечини однакові і не перевищують 12 см (5 дюймів).
Стійки і поперечина воріт повинні бути виготовлені з дерева, металу або іншого дозволеного відповідним стандартом матеріалу, мати в поперечному перерізі форму кола або еліпса, прямокутника, квадрата) і бути білого кольору.

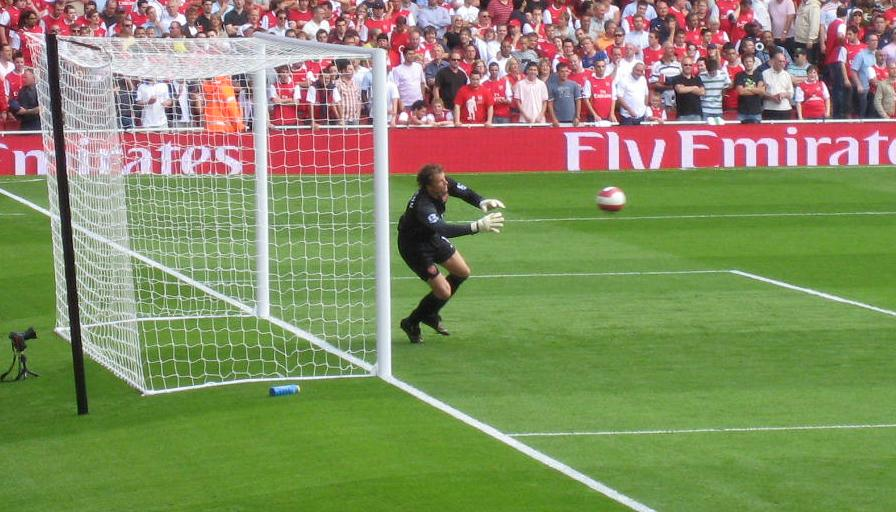
Німецький голкіпер Єнс Леманн ловить м'яч, який летить у ворота

Ворота повинні бути надійно закріплені на землі; використання переносних воріт припустиме лише у разі відповідності їх даним вимогам.
До воріт і ґрунту за воротами можуть прикріплятися сітки, які повинні бути надійно закріплені і розташовані так, щоб не заважати воротарю.

## Площина воріт
Біля кожних воріт розмічається воротарський майданчик — зона, з меж якої воротар (або інший гравець) виконує удар від воріт.
З точок на відстані 5,5 метрів (6 ярдів) від внутрішньої сторони кожної стійки воріт, під прямим кутом до лінії воріт, вглиб поля проводяться дві лінії. На відстані 5,5 метрів (6 ярдів) ці лінії з'єднуються іншою лінією, паралельною лінії воріт. Таким чином, розміри площі воріт — 18,32 м (20 ярдів) на 5,5 метрів (6 ярдів).

## Поділ воріт на зони
Футбольні ворота умовно діляться на 2 зони по дев'ять квадратів: три ряди по три квадрата. Кожному квадрату присвоюється номер від 1 до 9. Рахунок починається з нижнього ряду, так що над першим квадратом розташовується четвертий, над четвертим — сьомий, і т. д. Назви походять від розмітки на тренувальному щиті, на якому футболісти відпрацьовують удари по воротах.
Поділ воріт на квадрати робиться в тренувальних цілях: зазвичай тренер дає польовим гравцям завдання бити по воротах, намагаючись потрапити м'ячем у точно визначену зону (наприклад, «четвірка» — це самий центр воріт, «трійка» і «дев'ятка» — кути воріт).
«Дев'ятка» — це правий або лівий верхній кут футбольних воріт.
Два нижніх кута воріт називаються «трійками», два верхніх — у перетину бічних штанг і перекладини — «дев'ятками».
У всіх інших ситуаціях центральні зони взагалі ніяк не нумеруються (футбольні коментатори зазвичай використовують вирази «пробити низом або верхи по центру воріт, пробити під поперечину»), а бічних зон прийнято давати назви «трійки», «шістки» і «дев'ятки» і при цьому тут же уточнювати, про правій або лівій стороні воріт йде мова.
В описі розмітки є різнобій: деякі джерела наводять іншу розмітку щита (так званого «щит-паркан») з нумерацією від 2 до 5, повідомляють, що нижні кути називаються «шістками».
Слід мати на увазі, що в розмовній мові вираз «потрапити в „дев'ятку“» вживається тільки в тому випадку, якщо м'яч потрапив точно «під хрестовину», тобто близько місця перетину штанги і перекладини.
Також, використовується вираз «павутину» означає попадання не просто у «дев'ятку», а точно щільно до місця перетину штанг (т. е. куди вже як би настільки давно не потрапляли, що навіть завелася павутина).

## Історія
На зорі футболу між бічними штангами була натягнута мотузка. У 1875 році її замінила поперечина.
У січні 1891 року на одному з матчів у місті Ноттінгемі вперше за воротами була натягнута сітка.
З 2012 р. ворота великих стадіонів почали обладнуватися системою автоматичного визначення голів.

## Інше
- Кругла форма штанг найчастіше, за кручених ударів, призводить до непередбачуваних відскоків м'яча від неї, іноді з залітанням за лінію воріт і, після відскоку від землі, поверненням його в поле (так було, наприклад, у фіналі ЧС-66 в Англії).

- Футбольні ворота можуть виявитися причиною серйозної травми для гравця (наприклад, удар головою об штангу в стрибку). Для оберігання від цього, деякі воротарі сучасності надягають спеціальний шолом.

- Незакріплені футбольні ворота у дворах і на спортивних майданчиках є причиною смерті понад 50 людей у рік[5].